# Alan Aldridge
Alan Aldridge (1. června 1943 Londýn – 17. února 2017 Los Angeles) byl anglický výtvarník, významný představitel pop-artu. Byl samoukem a vystřídal řadu příležitostných zaměstnání, od poloviny šedesátých let se stal ilustrátorem pro magazín The Sunday Times a nakladatelství Penguin Books, byl také uměleckým poradcem firmy Apple Corps. Jeho psychedelický styl, vyznačující se výraznými barvami, různými deformacemi a bohatými ornamenty, se stal charakteristický pro dobovou atmosféru zvanou Swinging London. Býval označován jako „Muž s kaleidoskopickýma očima“ (podle verše z písně „Lucy in the Sky with Diamonds“) nebo „Aubrey Beardsley v džínách“. Ilustroval knihy Harryho Harrisona, Richarda Adamse a Williama Plomera (za publikaci The Butterfly Ball and the Grasshopper's Feast společně obdrželi v roce 1973 Costa Book Awards). Dělal plakáty a obaly desek pro The Who, Rogera Glovera, Eltona Johna a Incubus. Je autorem knihy The Beatles v písních a obrazech, která vyšla i v českém překladu. Vytvořil také plakát k filmu Chelsea Girls a logo řetězce Hard Rock Cafe. Měl osm dětí, dcera Lily Aldridge je známou topmodelkou.